# 圣克拉拉谷
圣克拉拉谷位于北加州、舊金山灣的南岸，呈南-东南走向，大部分位于聖塔克拉拉縣和县中心聖荷西。谷的北部在地理上被称为“南湾”，包括重要的电子、科技园区硅谷。圣克拉拉谷得名于圣克拉拉传教所，有很多的果园、开满鲜花的树和各式各样的植物。一直到60年代，这里都是最大的水果生产地和批发地，有着39个罐头厂。

## 概述

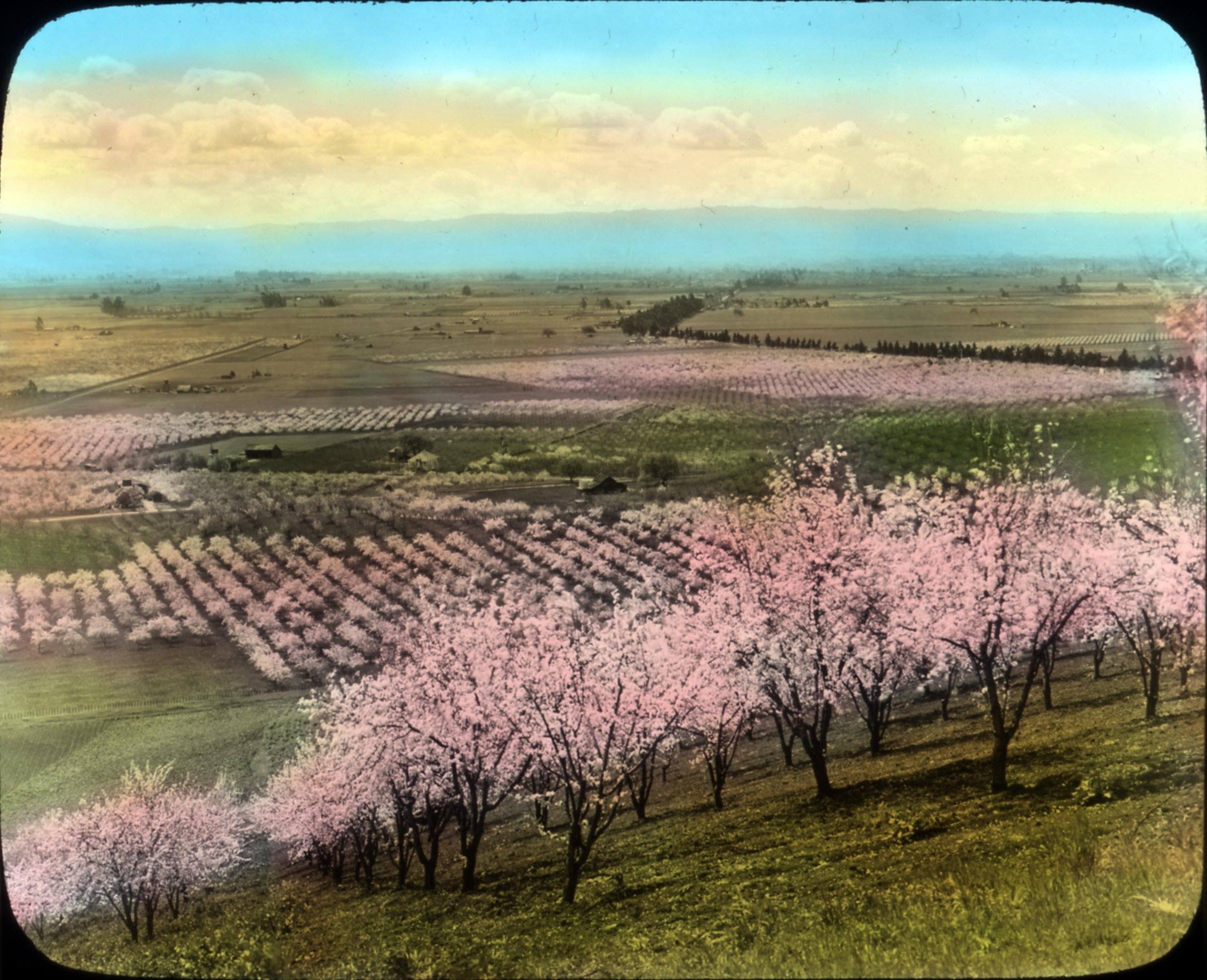
"Valley of the Heart's Delight", 20世纪中期的山谷

山谷北端在旧金山湾南部，南端则在霍利斯特附近，西南边是圣克鲁兹山，而东北部则是代阿布洛岭。北部的大部分城镇被称作“硅谷”，而在地理上，北部由于在旧金山湾南部而被称作“南湾”。山谷长约30英里（50） ，宽15英里（20），最大的城市是圣何塞，占整个山谷面积的86.7%。山谷地区共有人口181万 。
圣克拉拉谷的气候是地中海半干旱气候。山谷曾因为非常肥沃的土地，一直是重要的农业产地，而现在已经高度城市化，只有南部的吉尔罗伊还是农田。现在在此地区已经很难找到当年农业的痕迹了，但是圣克拉拉谷葡萄产区还是大片的葡萄园和酒庄。这个产区是加州（也可能是全美国）第一批开始商业生产葡萄酒的地区，使用着从法国进口的、高质量的葡萄品种。

## 历史
圣克拉拉谷已知的最早一批居民是旧金山湾区的原住民奥龙尼人，他们在沿海地区有八种不同的语言与部落，后来，由方济各会在1777年成立的圣克拉拉传教所占领了从帕洛阿尔托到吉尔罗伊间的大片土地。在这里于同一时间建立的圣何塞是加利福尼亚州的第一个城镇，最初的定居者有66人，在西班牙殖民与墨西哥统治时代，这里与加利福尼亚的其它大部分地区一样被用于养牛，在美墨战争后，圣何塞曾一度成为加利福尼亚州的首府。美国人的涌入致使大量墨西哥人与印第安人迁至圣克拉拉传教所下，他们在1851年于当地建立了圣克拉拉大学。到1860年时，成为美国城镇的圣何塞人口达到4579人，此时养牛业仍是当地的主要产业，但到了1870年代，随着水果逐渐取代小麦成为当地的主要农作物，随即带动水果加工产业取代养牛业成为当地新的主要产业。在1860年，铁路开通至圣何塞。